# アレン・トリンブル
アレン・トリンブル（Allen Trimble、1783年11月24日 - 1870年1月3日）はアメリカ合衆国オハイオ州の政治家である。第8代、第10代オハイオ州知事。
バージニア州オーガスタ郡でアメリカ独立戦争の軍人の家に生まれ、1804年、オハイオ州ヒルズボロの近郊に移る。
米英戦争への従軍の後、オハイオ州下院議員を1816年から1817年まで、オハイオ州上院議員を1818年から1826年まで務め、州上院では議長にもなった。1822年にイーサン・ブラウンが上院選出馬のために知事を辞任した事から、1月から12月まで知事となった。その年、トリンブルは再選を期して出馬するも敗れるが、4年後の選挙には当選し、1828年まで2度目の知事を務めた。1830年の当選は目指さなかった。それから彼は農業へと退いたが、1855年にはノウ・ナッシング党の指名を受け容れた。